# 正しいロックバンドの作り方
『正しいロックバンドの作り方』（ただしいロックバンドのつくりかた）は、日本テレビ系「シンドラ」で、2020年4月21日から6月23日まで毎週火曜 0:59 - 1:29（月曜深夜）に放送されたテレビドラマ。主演はジャニーズWESTの藤井流星と神山智洋。不器用ながらも夢を追い続ける4人の若者が個々の問題に向き合いながら、フェス出場に向けて奮闘するさまを描く。
2020年8月から9月に『正しいロックバンドの作り方 夏』として、東京グローブ座および梅田芸術劇場シアター・ドラマシティにて舞台化。

## キャスト
赤川静馬/シズマ
演 - 藤井流星（ジャニーズWEST）
ロックバンド「悲しみの向こう側」のリーダー。ボーカル&ギター担当。
赤川哲馬/テツ
演 - 神山智洋（ジャニーズWEST）
静馬の弟で、ロックバンド「悲しみの向こう側」のメンバー。ドラム担当。就職が決まるまでの期間限定メンバー。
荻野禄郎/オギノ
演 - 栗原類
ロックバンド「悲しみの向こう側」のメンバー。ベース担当。
小鳩のぼる/コバ
演 - 吉田健悟
ロックバンド「悲しみの向こう側」のメンバー。パーカッション担当。荻野とは高校の同級生。

### ゲスト
第1話
スネーク
演 - じろう（シソンヌ）
第2話
キヨヒコ
演 - 板橋駿谷（第4話・第9話）
ユリコック
演 - 川面千晶
最上
演 - 芋生悠
楽器買い取り店の店主
演 - カトウシンスケ
第3話
メグ
演 - 藤松祥子
看護師。コバの元カノ。
山下裕子
第4話
居酒屋の店員
演 - 伊藤修子
大林誠一郎
演 - 児玉宣勝
第5話
赤川麦子
演 - ふせえり
シズマとテツの母。
幸野一平
演 - 小市慢太郎
麦子の彼氏。
第6話
大迫博
演 - 信太昌之
四人行きつけの喫茶店のマスター。
第7話
オギノの家の隣人
演 - 後藤剛範

## スタッフ
- 企画・脚本監修 - 西田征史[1]
- 脚本 - おかざきさとこ、吉﨑崇二、服部隆、石上加奈子
- 演出 - 山岸聖太[1]、原桂之介、吉田和弘
- 音楽 - 岩崎慧
- 主題歌 - ジャニーズWEST「証拠」（Johnny's Entertainment Record）[1][4]
- 編成企画 - 前田直彦、川口信洋
- チーフプロデューサー - 福士睦
- プロデューサー - 畠山直人、長松谷太郎、明石直弓
- 制作プロダクション - ROBOT
- 製作著作 - 日本テレビ、ジェイ・ストーム

## 放送日程
| 話数   | 放送日  |
| ------ | ------- |
| 第1話  | 4月21日 |
| 第2話  | 4月28日 |
| 第3話  | 5月05日 |
| 第4話  | 5月12日 |
| 第5話  | 5月19日 |
| 第6話  | 5月26日 |
| 第7話  | 6月02日 |
| 第8話  | 6月09日 |
| 第9話  | 6月16日 |
| 第10話 | 6月23日 |

### ネット局
| 放送期間                | 放送時間                     | 放送局       | 対象地域   | 備考   |
| ----------------------- | ---------------------------- | ------------ | ---------- | ------ |
| 2020年4月21日 - 6月23日 | 火曜 0:59 - 1:29（月曜深夜） | 日本テレビ   | 関東広域圏 | 製作局 |
|                         |                              | 山梨放送     | 山梨県     |        |
|                         |                              | ミヤギテレビ | 宮城県     |        |
| 2020年4月27日 -         | 月曜 0:36 - 1:06（日曜深夜） | 読売テレビ   | 近畿広域圏 |        |
| 2020年4月29日 -         | 水曜 1:34 - 2:04（火曜深夜） | 札幌テレビ   | 北海道     |        |
| 2020年4月30日 -         | 木曜 1:59 - 2:29（水曜深夜） | 北日本放送   | 富山県     |        |
| 2020年5月1日 -          | 金曜 2:10 - 2:40（木曜深夜） | 福岡放送     | 福岡県     |        |
|                         | 金曜 2:14 - 2:44（木曜深夜） | 中京テレビ   | 中京広域圏 |        |
| 2020年5月10日 -         | 日曜 1:25 - 1:55（土曜深夜） | 青森放送     | 青森県     |        |